# Elvasia
Elvasia es un género de plantas fanerógamas que pertenecen a la familia Ochnaceae.  Comprende 20 especies descritas y de estas, solo 14 aceptadas.

## Taxonomía
El género fue descrito por Augustin Pyrame de Candolle y publicado en Annales du Muséum National d'Histoire Naturelle 17: 422. 1811.  La especie tipo es: Elvasia calophyllea DC.

## Especies aceptadas
A continuación se brinda un listado de las especies del género Elvasia  aceptadas hasta mayo de 2014, ordenadas alfabéticamente. Para cada una se indica el nombre binomial seguido del autor, abreviado según las convenciones y usos: 
- Elvasia bisepala Sastre & Whitef.
- Elvasia brevipedicellata Ule
- Elvasia calophyllea DC.
- Elvasia canescens (Tiegh.) Gilg
- Elvasia capixaba Fraga & Saavedra
- Elvasia elvasioides (Planch.) Gilg
- Elvasia essequibensis Engl.
- Elvasia gigantifolia Fraga & Saavedra
- Elvasia kollmannii Fraga & Saavedra
- Elvasia macrostipularis Sastre & Lescure
- Elvasia oligandra Cuatrec.
- Elvasia quinqueloba Spruce ex Engl.
- Elvasia sphaerocarpa R.S.Cowan
- Elvasia tricarpellata Sastre